# Briarachnia robusta
Briarachnia robusta är en mossdjursart som beskrevs av Dennis P. Gordon 1984. Briarachnia robusta ingår i släktet Briarachnia och familjen Arachnopusiidae. Inga underarter finns listade i Catalogue of Life.